# Csao Kao
Csao Kao (Zhao Gao) Csin Si Huang-ti (Qin Shi Huangdi) uralkodása idején, Hu-haj (Huhai) herceg nevelője, akinek jelentős szerepe volt abban, hogy a császár halálát követően félreállítsa a jogos trónörököst, és a neveltje legyen az új uralkodó. I. e. 207-ben a második császárt is öngyilkosságra kényszerítette, majd a Csin (Qin)-dinasztia harmadik, ugyancsak általa trónra segített uralkodója, Ce-jing (Ziying) még ebben az évben meggyilkolta. Alakja későbbi történetírói hagyományba és az irodalomban aljas, korrupt és hataloméhes eunuchként jelenik meg.

### Származása és családja
Csao Kao (Zhao Gao) családja - miként családnevük is mutatja - eredetileg a Csao (Zhao) 趙 államot i. e. 403-ban megalapító uralkodói családdal állt rokoni kapcsolatban. Csao Kao (Zhao Gao) születési dátuma ugyan nem ismert, de a történeti források annyit elárulnak, hogy már az ő életében a családját - valami, pontosan meg nem nevezett bűn miatt - kollektív büntetéssel sújtották. Büntetésképpen Csao Kao (Zhao Gao) fivéreit kasztrálták. Azt pontosan nem lehet tudni, hogy vajon Csao Kao (Zhao Gao) maga is elszenvedte-e a kasztrációt jelentő büntetést, de a későbbi történeti hagyomány egybehangzóan eunuchként hivatkozik rá.

### ACsin(Qin)udvarban
Amikor Csin (Qin) állam i. e. 222-ben elfoglalta Csao (Zhao) államot, Csin Si Huang-ti (Qin Shi Huangdi) felfigyelt Csao (Zhao) kiváló képességeire és egyik fia, a későbbi második császár, Hu-haj (Huhaj) mellé vette tanárnak, hogy a herceget „büntetőjogi rendelkezésekre és a törvénykezés tevékenységére” (jü lü ling fa si (yu lü ling fa shi) 獄律令法事) oktassa. Az első császár idején hivatalosan „a császári hintók felvigyázóinak parancsnoka” (csung-csö fu-ling (zhongche fuling) 中車府令) rangban szolgálta az uralkodót.

### A második császár trónra segítése
Csin Si Huang-ti (Qin Shi Huangdi) i. e. 210-ben körutazásra indult a Keleti-tenger partjára, amikor útban hazafelé, távol a fővárostól, Sacsiu (Shaqiu)ban 沙丘 szeptember 10-én elhunyt. Főminisztere, Li Sze (Li Si) azonban a saját kedvére szerette volna elrendezni az utódlás dolgát, ezért úgy döntött, hogy amíg a fővárosba nem érnek, titokban tartja a császár halálát. A holttestet egy szekérre rakatta, és a Hszienjang (Xianyang)ba hat hétig tartó út során mindenben ő intézkedett a császár nevében. Az uralkodó haláláról, csak Csao Kao (Zhao Gao), a neveltje Hu-haj (Huhai) herceg, és még 5-6 udvaronc tudott.
Ezt megelőzően, amikor a császár megérezte közelgő halálát, egy levelet írt legidősebb fiának, a trónörökös Fu-szu (Fusu) hercegnek, amelyben kérte, hogy intézkedjék a temetését illetően. Ezt a levelet a császár, a hitelességet igazoló pecsétjével együtt Csao Kao (Zhao Gao)ra bízta. Li Sze (Li Si) és Csao Kao (Zhao Gao) azonban meghamisították a levelet, és a császár nevében felszólították az ekkoriban az Ordosz vidékén katonaként szolgáló herceget, valamint annak barátját, a császárt rendíthetetlen hűséggel szolgáló Meng Tien (Meng Tian) tábornokot, hogy elkövetett bűneik miatt hajtsanak végre öngyilkosságot.
A fővárosba visszatérve eltemették a császárt a Li-hegynél lévő mauzóleumába, majd pedig a húsz esztendős, apjánál is zsarnokibb természetű Hu-haj (Huhai) herceget ültették a Csin (Qin)-dinasztia trónjára.

### LeszámolásLi Sze(Li Si)vel
Az új császár trónra lépését követően kinevezte egykori mentorát, Csao Kao (Zhao Gao)t „?”nak(lang csung ling (lang zhong ling) 郎中令). Csao Kao (Zhao Gao) és a főminiszter, Li Sze (Li Si) között azonban elmérgesedett a helyzet a kettejük között kialakult hatalmi rivalizálás miatt. Mivel Csao Kao (Zhao Gao) volt az új császár egykori nevelője, a befolyása is nagyobb lehetett. Elérte, hogy a császár bizalma megrendüljön az őt trónra segítő főminiszterrel szemben. Nyilvánvalóan Csao Kao (Zhao Gao) sugallatára a következő levélben fejezte ki a személye iránti elégedetlenségét:

„Apám egy kis ország királyaként kezdte, és egy birodalom alapítója lett. Visszaverte a barbárok támadását, békét teremtett, és palotákat épített diadala örömére... Én alig két éve uralkodom, és a birodalmat mindenfelől rablók fenyegetik... Te nem teljesítetted az első császár utolsó kívánságát, és engem sem szolgálsz hűséggel. Nem vagy méltó a hivatalodra!”

Csao Kao (Zhao Gao), aki akkorra már végezett valamennyi vetélytársával - kíméletlen tisztogatásának miniszterek, hercegek és katonatisztek estek áldozatául - végül i. e. 208-ban, az ekkor már több mint hetven esztendős Li Sze (Li Si)t is kivégeztette annak teljes családjával együtt harmadíziglen. Li Sze (Li Si) kivégzésére a főváros piacterén került sor „az öt büntetésnek” (vu-hszing (wu xing) 五刑) nevezett módon. A sors fintora, hogy ezt, a kínzással egybekötött kivégzési formát korábban épp Li Sze (Li Si) „reformálta meg”, amely ekkoriban abból állt, hogy az először az elítélt orrát vágták el, ezt követően a karjait és a lábait, majd pedig a kasztrálását követően, derékban kettévágták.

### Ce-jing(Ziying)trónra segítése
A Li Sze (Li Si) halálával megüresedett hivatalát Csao Kao (Zhao Gao) vette át, így ő lett a felkelésekkel sújtott, a széthullás szélére sodródott Csin (Qin) birodalom új főminisztere (csung-cseng-hsziang (zhongchengxiang) 中丞相).
A császár nem törődött a felkelés során a palotába sorra érkező kedvezőtlen hírekkel. Szobájába zárkózott, és csak bizalmasával, Csao Kao (Zhao Gao)val konzultált. Baljós álmok gyötörték, és feltehetően pszichés problémákkal küzdött. A palotabeliek és hivatalnokai alig látták őt, nevében új főminisztere járt el. Amikor ez elégedetlenséget szült a palotában, Csao Kao (Zhao Gao), hogy megerősítse dominanciáját az udvaroncok között, rávette őket, hogy a császárnak ajándékozott szarvasról ők is állítsák azt, hogy valójában egy ló. Az ifjú császár bár kezdetben ellenkezett, de végül beismerte, hogy a szarvas csakugyan egy ló, és meggyőződött arról, hogy hallucinációk gyötrik. A saját személye és birodalma végső összeomlása előtt, bátor és vakmerő lépésre szánta el magát: menesztette az összes eunuchot, köztük Csao Kao (Zhao Gao)t is. Csao Kao (Zhao Gao) válaszlépésként ekkor emberivel közösen elfoglalta a palotát, és öngyilkosság elkövetésére kényszerítette a császárt.
Csao Kao (Zhao Gao) a második császár halálakor, annak unokaöccsét, az első császár egyik unokáját, Ce-jing (Ziying)et 子嬰 ültette trónra.

### Halála
Ce-jing (Ziying) nem viselte a huang-ti (huangdi) 皇帝, „császár” címet, mint nagybátyja, a második császár, és nagyapja, a dinasztiaalapító első császár, hanem csak a „Csin (Qin) királya” (Csin vang (Qin wang) 秦王) címen uralkodott. Szerepe leginkább csak formális volt az ekkora már a teljes széthullás szélén álló birodalom fővárosában, Hszienjang (Xianyang)ban.
Az új uralkodó pár nappal a trónra lépését követően betegséget színlelve a hálótermébe hívatta Csao Kao (Zhao Gao)t, akit néhány eunuchja segítségével saját kezűleg döfött le.

## Hatása
- Csao Kao (Zhao Gao) alakja számos későbbi irodalmi alkotásban felbukkan. Egyike azon aljas, korrupt és hataloméhes hivatalnokok archetípusának, akik a kínai történelem során az uralkodó és a birodalom vesztét okozták. Mind közül talán a legismertebb és legnépszerűbb történet az a pekingi opera, melynek címe: „Az univerzum kardja” (Jü-csou feng (Yuzhou feng) 《宇宙峰》). Ebben Csao Kao (Zhao Gao) és a második Csin (Qin) császár történetét dolgozzák fel, melynek érdekessége, hogy Csao Kao (Zhao Gao) lánya, egy bizonyos Csao Jen-zsung (Zhao Yanrong) 趙艷容 jelentős szerepet kap, aki egyébiránt más, történeti forrásban nem jelenik meg.[16]
- A történetíró feljegyzéseiben megörökített „cse lü vej ma (zhi lü wei ma) 指鹿為馬”, vagyis „a szarvast lónak nevezni” történetre használt kifejezés egy afféle szólásmondássá (cseng-jü (chengyu) 成語) vált a kínai nyelvben, amelyet akár szóban, akár írásban olyan helyzetekben használnak, amikor valaki a dominanciáját kinyilvánítja mások felett.[17]